# Philosepedon soljani
Philosepedon soljani är en tvåvingeart som beskrevs av Krek 1971. Philosepedon soljani ingår i släktet Philosepedon och familjen fjärilsmyggor. Inga underarter finns listade i Catalogue of Life.